# زایتشی
زایتشی (به لاتین: Zaječí) یک منطقهٔ مسکونی در جمهوری چک است که در شهرستان برژتسلاو واقع شده‌است. زایتشی ۱۵٫۹۱ کیلومتر مربع مساحت و ۱٬۴۱۶ نفر جمعیت دارد و ۱۸۷ متر بالاتر از سطح دریا واقع شده‌است.